# 下马塘站
下马塘站位于中华人民共和国辽宁省本溪市南芬区下马塘镇，为沈丹铁路上的一个火车站。建于1907年。距离沈阳站120公里，丹东站157公里，隶属沈阳局集团管辖。现为四等站。